# Union pour le renouveau et la démocratie
Union pour le renouveau et la démocratie er et politisk parti i Tchad, ledet af Wadel Abdelkader Kamougué.
| Politisk parti | Spire Denne artikel om et politisk parti eller gruppe er en spire som bør udbygges. Du er velkommen til at hjælpe Wikipedia ved at udvide den. |